# Referendum costituzionale in Irlanda del maggio 2018
Il referendum costituzionale in Irlanda del maggio 2018 si è tenuto il 25 maggio e aveva ad oggetto l'abolizione del divieto di aborto, ammesso solo nei casi in cui la gravidanza fosse risultata mortale per la madre. Il divieto era stato introdotto nella Costituzione irlandese nel 1983 ed era stato modificato nel 1992.
Il referendum ha visto prevalere i sì col 66,4%; l'Oireachtas, il Parlamento irlandese, è stato così legittimato a legiferare in tema di interruzione della gravidanza.
Il disegno di legge relativo alla legalizzazione dell'aborto era stato presentato dal governo al parlamento il 9 marzo 2018 e aveva completato il passaggio in entrambe le camere il successivo 27 marzo. Si è trattato del trentaseiesimo emendamento della Costituzione. 

## Risultati
| Preferenza           | Voti      | %     |
| -------------------- | --------- | ----- |
| Sì                   | 1.429.981 | 66,40 |
| No                   | 723.632   | 33,60 |
| Totale               | 2.153.613 | 100   |
| Schede bianche/nulle | 6.042     |       |
| Votanti/affluenza    | 2.159.655 | 64,13 |
| Elettori             | 3.367.556 |       |